# Cambundi-Catembo
Cambundi-Catembo (auch Cambundi Catembo und Kambundi-Katembo) ist eine Kleinstadt und ein Landkreis in Angola.

## Geschichte
Bis 1975 trug der Ort den portugiesischen Ortsnamen Nova Gaia, in Anlehnung an den portugiesischen Ort Vila Nova de Gaia. Nach der Unabhängigkeit 1975 erhielt er seine heutige Bezeichnung.

## Verwaltung
Cambundi-Catembo ist Sitz eines gleichnamigen Landkreises (Município) in der Provinz Malanje, mit einer Fläche von 16.097 km². Der Kreis hat etwa 59.000 Einwohner (Schätzung 2014),. Die Volkszählung 2014 soll fortan gesicherte Bevölkerungsdaten liefern.
Der Kreis setzt sich aus vier Gemeinden (Comunas) zusammen:
- Cambundi-Catembo
- Dumba Cabango
- Kitapa (auch Quitapa)
- Tala Mungongo